# Paonazzo
Il paonazzo è un colore violaceo piuttosto scuro. È un pigmento pittorico (perossido di ferro) di uso tradizionale nell'affresco, quasi sempre come sostituto del carminio.